# Пурсак
Пурса́к (фр. Poursac) — коммуна во Франции, находится в регионе Пуату — Шаранта. Департамент — Шаранта. Входит в состав кантона Рюффек. Округ коммуны — Конфолан.
Код INSEE коммуны — 16268.
Коммуна расположена приблизительно в 360 км к юго-западу от Парижа, в 70 км южнее Пуатье, в 36 км к северу от Ангулема.

## Население
Население коммуны на 2008 год составляло 207 человек.
| 1962 | 1968 | 1975 | 1982 | 1990 | 1999 | 2008 |
| ---- | ---- | ---- | ---- | ---- | ---- | ---- |
| 294  | 264  | 258  | 241  | 222  | 210  | 207  |

## Администрация
| Период | Период | Фамилия           | Партия        | Примечания    |
| ------ | ------ | ----------------- | ------------- | ------------- |
| 1996   | 2008   | Жан-Поль Бутино   | Разные правые | фермер        |
| 2008   | 2014   | Анн-Мари Корменье | Разные правые | гос. служащая |

## Экономика
В 2007 году среди 116 человек в трудоспособном возрасте (15—64 лет) 69 были экономически активными, 47 — неактивными (показатель активности — 59,5 %, в 1999 году было 65,5 %). Из 69 активных работали 65 человек (36 мужчин и 29 женщин), безработных было 4 (1 мужчина и 3 женщины). Среди 47 неактивных 5 человек были учениками или студентами, 35 — пенсионерами, 7 были неактивными по другим причинам.

## Достопримечательности
- Церковь Сен-Пьер (XII век). Исторический памятник с 1938 года[3]

## Фотогалерея
- Церковь Сен-Пьер
- Мэрия
- Река Аржантор[фр.]